# Яномама

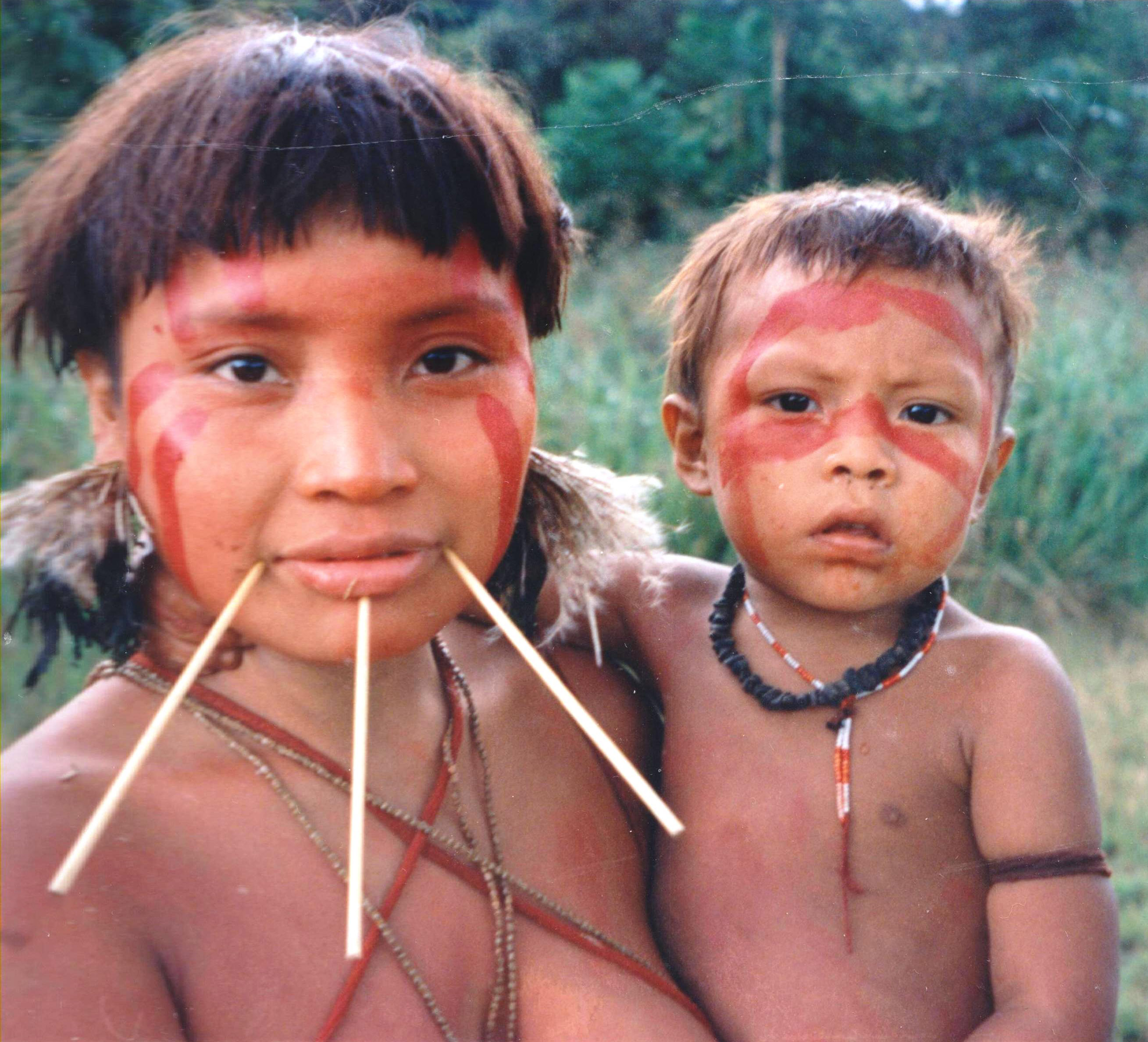
Женщина яномамо с ребёнком, 1997 год

Янома́ма (яномамо, яномам, яномаме, яномами, яномае, яноама и т. д.; англ. Ya̧nomamö, исп. Yanomami, порт. Ianomâmis) — группа родственных индейских племён, численностью около 35 тысяч человек, проживающих примерно в 250 деревнях (около 30 тысяч коренных жителей) в лесах Амазонии на севере Бразилии (штаты Рорайма и Амазонас) и юге Венесуэлы, в регионе с 10 млн га (по площади эквивалентен площади Португалии), ограниченном на западе и юго-западе рекой Риу-Негру, на востоке — рекой Урарикуера и горным хребтом Серра-Парима. Известны как народ, постоянно живущий в состоянии войны между поселениями; правдивость этой характеристики оспаривается несколькими учёными. Яномамо стали считать единым народом лишь в конце 1960-х годов.
Этническая принадлежность охотников и фермеров, недавно контактировавших с некоренным населением, по данным Instituto Socioambiental, организации, защищающей социально-экологическое разнообразие.

## Устройство

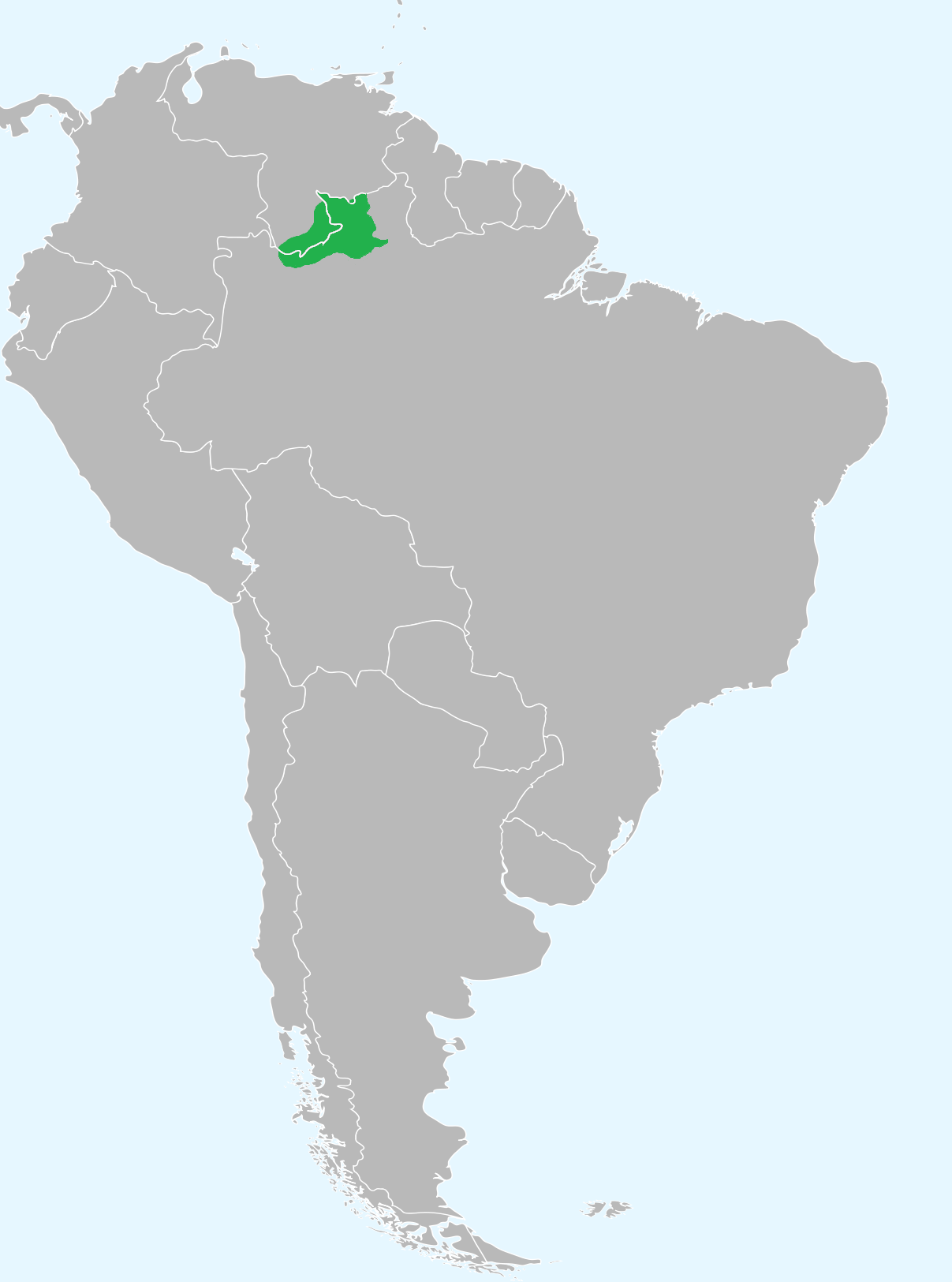
Ареал проживания яномамо

Яномамо воспринимают всех людей как своих дальних родственников, говорящих на искажённых яномамских языках, не деля на народы. Самоидентификация происходит по деревне, яномамо не считают себя принадлежащими к какой-то более общей группе. Сообщества связывает родство и браки между семействами. Яномамо имеют давние связи с говорящем на карибском языке народом екуана. Екуана жили у реки Ориноко, а затем переселились в высокогорные районы Бразилии и Венесуэлы.
Немолодые мужчины обладают политическим и религиозным авторитетом. У каждой деревни есть вождь, но среди вождей нет иерархии. Вождём признаю́т того, кто обладает политической властью и может разрешать споры как внутри деревни, так и между сообществами. Обычно избрание происходит по соглашению зрелых мужчин.

## Повседневная жизнь, одежда, пища

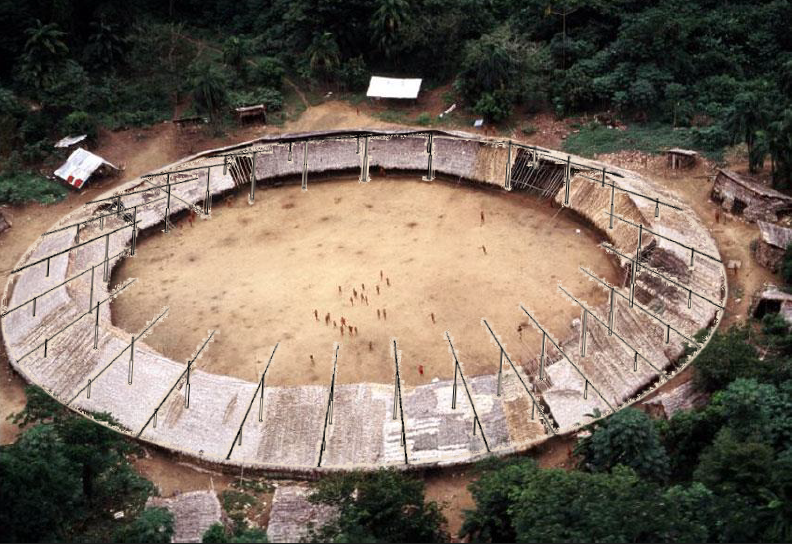
Жилище яномамо, шабоно

Яномамо жили в деревнях вместе с детьми и родственниками. Население деревни в большинстве случаев составляло от 40 до 300 человек. Все жители занимали единственное огромное овальное жилище шабоно с открытым центром. Под крышей шабоно жилища разделены несущими столбами. Из-за того, что все строительные материалы имеют растительное происхождение, подобное жилище постепенно портится из-за сильных дождей, ветра и насекомых; каждые 4—6 лет яномамо разделялись на группы и основывали новые деревни. В 1990-х годах информант сообщал, что яномамо перестали строить шабоно и селятся в отдельных шалашах.
Основа пропитания этого народа — подсечно-огневое земледелие, выращивание бананов, собирание фруктов, охота и рыболовство. Периодически люди снимаются с истощённых почв и переходят на новые земли. При этом и яномамо, и имеющие с ними связи екуана преследуют любое животное даже в неплодородных районах, не стремясь к умеренности.
Женщины выращивают плантаны и маниок (основные культуры), сахарный тростник, манго, батат, папайю, кукурузу и другие растения. Сельское хозяйство даёт около 80 % пищи. Огороды используются до истощения почв, после чего мужчины вырубают деревья для организации новых. Женщины во время сбора урожая носят корзины более 30 кг весом.
Мужчины очищают место для огородов и охотятся на мелкую и крупную дичь; лучшие охотники имеют больше внебрачных связей. Помимо этого, яномамо поедают личинок жуков. Традиционная диета содержит очень мало соли. Кровяное давление яномамо одно из самых низких в мире.
Утром мужчины отправляются на работу, а женщины с детьми отправляются на поиски термитников и личинок, которые позже зажаривают. Кроме того, они ловят лягушек, крабов, гусениц, а также ищут материалы для плетения корзин и гамаков. Другие женщины уходят рыбачить. Кроме этого женщины готовят маниоковую муку, растирая корни и сливая ядовитый сок. Затем из муки на углях готовят лепёшки.
Из полос коры и корней женщины плетут украшенные гамаки и корзины. В корзинах переносят продукты, в том числе урожай к шабоно. Соком красной ягоды «оното» или «уруку» яномамо разрисовывают корзины, гамаки, одежду и свою кожу. Кроме того, корзины украшают чёрной краской, сделанной из древесного угля.

## Сексуальность и брак

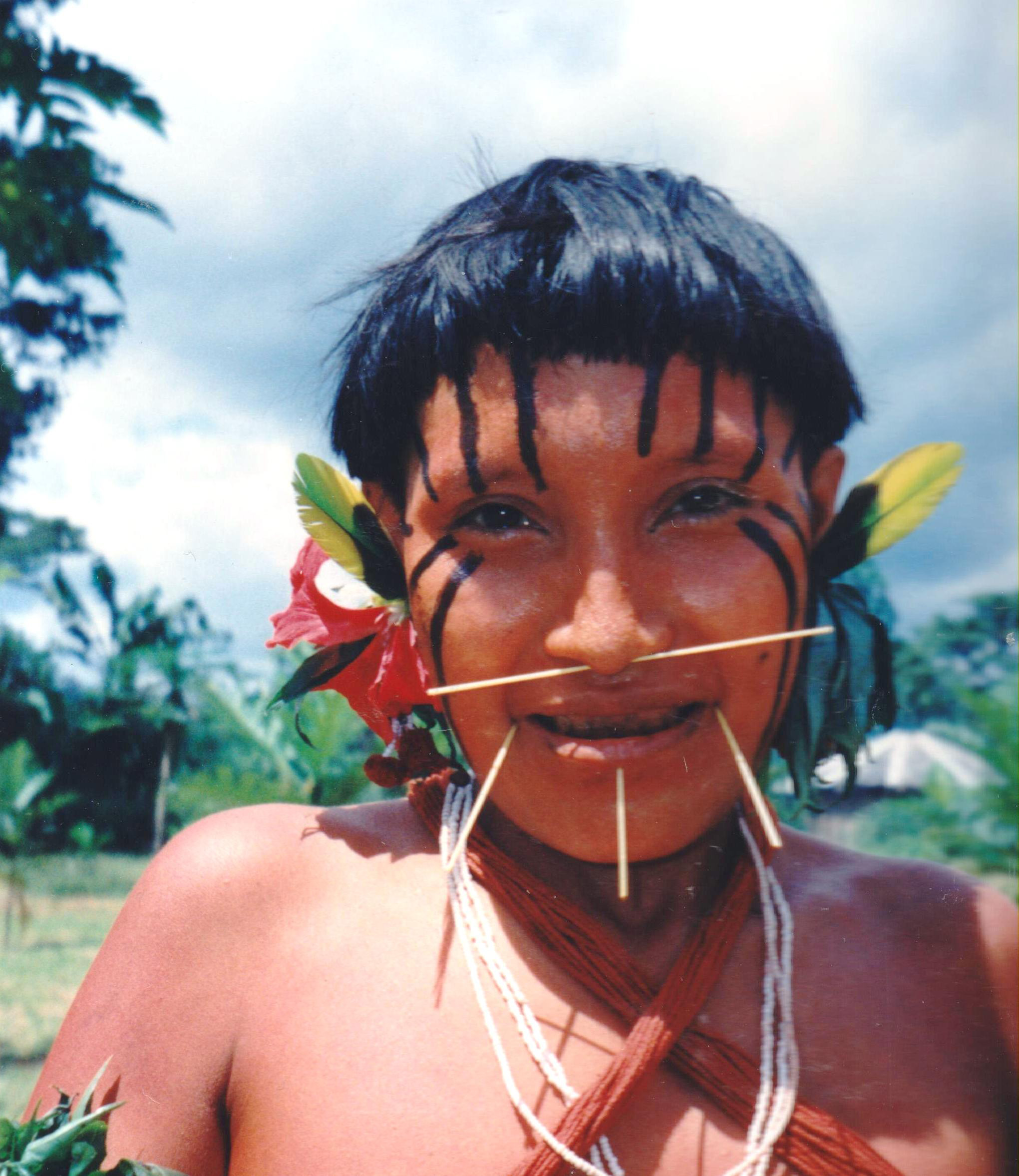
Девушка-яномамо с традиционным женским пирсингом: палочками в губах и носу и проколотыми ушами

Сексуальность обычно не обсуждается, хотя и не подавляется, до тех пор, пока остаётся в культурно обусловленных пределах. Дети знают о половых сношениях и, как и взрослые, периодически занимаются анальным сексом. Это не обсуждается и принимается как данность. Женщинам запрещено заниматься гомосексуальным сексом, в отличие от мужчин. Так как женщины имеют право заниматься сексом только со своим мужем или мужьями, многие практикуют мастурбацию и лесбийские связи, за что могут быть избиты или даже убиты ревнивыми мужьями.
Инцест (то есть, половые акты с родителями, детьми или сиблингами) яномамо презирают. Если женщину застают за сексом с сыном или близким родственником, её изгоняют из деревни, а после смерти не кремируют.
Маленькие дети всё время проводят возле матерей; значительную часть ухода за детьми выполняют женщины и их дочери, которые помогают матерям со всеми традиционными обязанностями. За мальчиков примерно с 8 лет отвечают мужчины деревни.
Первая менструация считается началом взрослой жизни, после её начала большинство девочек вступает в брак. Ритуалы, сопровождающие менструации, имеют много общего с теми, что выполняет убивший другого человека. Женщина отправляется в укрытие, где постится и сохраняет молчание несколько дней. Если необходимо что-то сказать, она может только тихо шептать. Менструальная кровь, как и сама менструирующая женщина, именующаяся словом «унокаи», то есть «в состоянии убийства», считается очень опасной (особенно для мужчин, которым запрещено смотреть на женщину в этот период времени). Предполагается, что хижина помогает защитить деревню от последствий менструации. Женщина в хижине должна быть обнажена; ей запрещён прямой контакт с водой; для питья используется пустотелая палка, которую следует засунуть глубоко в рот (считается, что зубы выпадут, если на них попадёт вода); запрещено касаться себя руками, поэтому для чесания её снабжают палкой; диета ограничена небольшим количеством плантанов, зажаренных на углях из корней таро. Менструальная кровь стекает свободно, особых приспособлений для её удержания нет. Муж менструирующей женщины должен спать в гамаке из коры, ему запрещено касаться воды и мёда, а также чесаться руками.
После начала первой менструации мать девочки немедленно строит укрытие для неё, а сама вместе со старшими подругами девочки отправляется за её новой одеждой, символизирующей готовность к браку. С этих пор ходить голой девочке нельзя. Желание или нежелание само́й яномамо при вступлении в брак не учитывается. Зачастую девочку обещают в жёны в пятилетнем возрасте. Однако если жена не может более терпеть мужа, она имеет право вернуться в родительский дом и жить с братьями.
Менструации у яномамо происходят редко из-за частых беременностей и лактационной аменореи.
Среди яномамо широко распространены как моногамия, так и полиандрия и полигиния. Полиандрия возникает, когда один брат делится с другими своей женой. Нескольких жён берут себе мужчины, убивавшие врагов (они также называются «унокаи»). Старшая жена считается главной среди жён, она распределяет обязанности и может поручать неприятные дела той, что ей не нравится (например, той, кому муж выказывает большее расположение).

## Религия

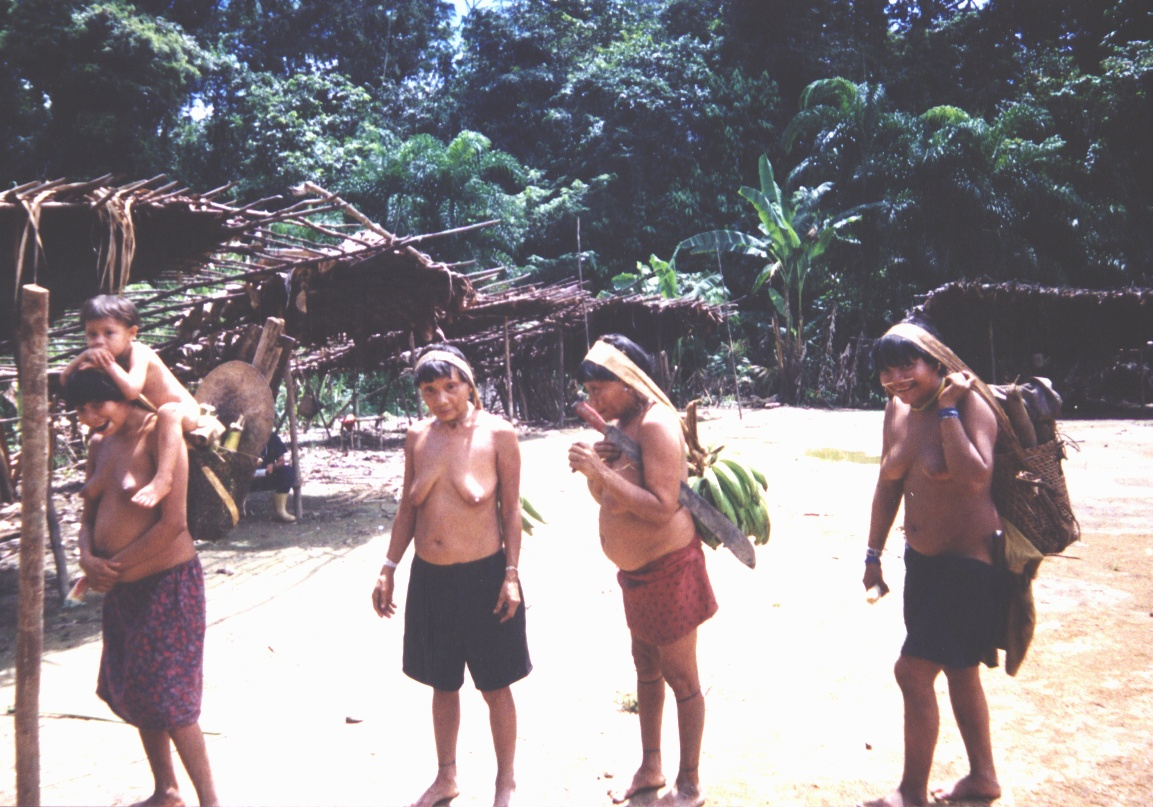
Яномамские женщины в Венесуэле

Ритуалы крайне важны в яномамской культуре. Рождение ребёнка, убийство, подготовка к охоте, менструации — все важные события отмечены разнообразными ритуалами. Большой урожай отмечают пиршеством, на которое приглашают жителей соседних деревень. При этом мелкой дичью и выращенными бананами яномамо не делятся. Имеется табу на называние умерших родственников. Яномамские шаманы используют галлюциногенные грибы, которые называют «екуана» или «ёкоана», для установления контакта с духами.
После убийства совершивший его должен несколько дней поститься и соблюдать обет молчания, в это время нужно выполнить обряды ритуального поедания крови, мяса и жира убитого, а затем принять рвотное средство и тем самым завершить процесс. Если этого не выполнить, то убийца быстро постареет, кроме того начнутся непрекращающиеся дожди с грозами, а на землю опустится тьма.
Яномами практикуют эндоканнибализм, то есть поедают прах кремированных родственников, смешивая его с плантанами. После смерти, вызывающей у остальных яномамо гнев (на виновного в смерти злого духа), тело украшают перьями и раскрашивают, в рот покойному кладут порцию жевательного табака. Окружающие начинают петь, звать душу покойного, умоляя её вернуться в тело. Этого не происходит, и начинается плач по умершему. По его окончании труп сжигают в костре. Кремацию нельзя откладывать более чем на сутки. Из остывшего пепла родственники достают фрагменты костей, которые через неделю перемалывают в муку, а её спустя продолжительное время смешивают с плантанами и употребляют все в деревне. Прах могут поглощать частями, храня остатки в тыкве. Употребление мяса с кровью при этом (в том числе мяса животных) строго запрещено и отвратительно для яномамо.
Космологические представления яномамо заключаются в следующем: имеется несколько горизонтальных слоёв пространства, с краёв которых предметы падают на более низкий уровень. Верхний уровень, «дуку-ка-миси», опустел, после того, как оттуда упали все предметы. Второй слой, «хеду-ка-миси», населён умершими; там растут сады, стоят деревни — этот уровень представляет собой копию «человеческого слоя». Небо — это нижняя поверхность хеду-ка-миси, причём яномамо считают, что она находится так близко от земли, что предполагают столкновения с ней при полётах на самолёте. Люди живут на третьем слое, «хей-ка-миси». Он появился, когда от хеду-ка-миси откололся огромный кусок и упал вниз. Следующий слой «хей-та-беби» бесплоден, там якобы живёт разновидность яномамо, упавшая с хей-ка-миси, «амахири-тери». Из-за того, что на хей-та-беби нет джунглей, амахири-тери недостаёт мяса, они превратились в каннибалов и посылают духов охотиться на души детей яномамо на третьем уровне. Этому противостоят шаманы.
Христианская миссионерская деятельность среди индейских яномамо не имела успеха до 2012 года. Благодаря миссионерской организации «Renew Outreach» в ноябре 2013 года проведена удачная евангельская программа на территории Хакома, располагающейся в джунглях на севере Бразилии и юге Венесуэлы. Более 400 человек из племени яномамо, названного «Разбивающие черепа»[уточнить] , прошли водное крещение и приняли причастие, используя съедобный маниок и сок капустной пальмы.

## Язык

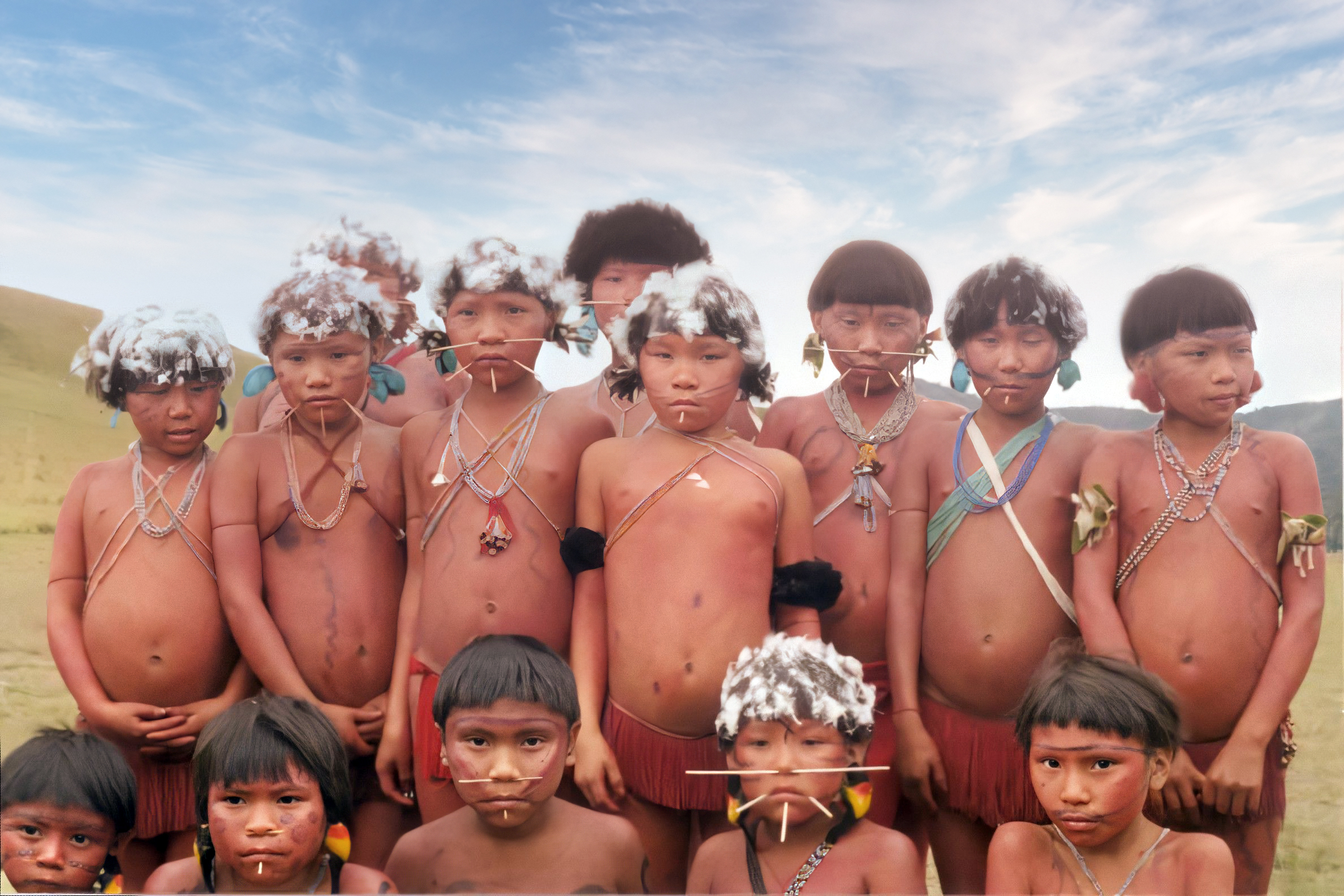
Дети яномамо

Яномамская семья языков включает четыре основных языка (или диалекта): янам, санума, яномами и яномамё. Языки взаимопонятны, Количество когнатов в 200-словном списке Сводеша — 70—80 %. Родства с другими языковыми семьями не установлено. Помимо местных вариантов имеется церемониальный язык вайамо, на котором мужчины общаются с гостями и говорят на межплеменных собраниях. Женщины понимают вайамо, но используют только при пении.

## Насилие
В ранних описаниях яномамская культура описывалась как пропитанная насилием. Яномамо известны насилием не только по отношению к соседним племенам, но и друг к другу.
Получивший широкую известность труд Наполеона Шаньона дал яномамо прозвище «народа, живущего в постоянном состоянии войны». Описания (как Шаньона, так и другие) яномамо как жестоких и воинственных людей привлекли к этому народу постоянный и сильный исследовательский интерес. Многочисленные споры велись о том, насколько распространено насилие в яномамском обществе, о том, следует ли считать насилие и войны неотъемлемой частью их культуры, или же лучше объяснить это реакцией на некие исторические события. Антрополог Жак Лизо, проживший с яномамо более 20 лет, в 1985 году писал:

Я бы хотел, чтобы моя книга помогла пересмотреть утрированный образ насилия у яномамо. Яномамо — воины, они могут быть грубыми и жестокими, но они могут быть и нежными, и чувствительными, и любящими. Насилие имеет спорадический характер; оно не доминирует в общественной жизни ни в какой промежуток времени, взрывы насилия могут быть разделены многими мирными месяцами. Знакомые с обществами североамериканских равнин или обществами Гран-Чако в Южной Америке никогда не скажут, что культура яномамо зиждется на войне, как это сделал Шаньон.
Оригинальный текст (англ.)I would like my book to help revise the exaggerated representation that has been given of Yanomami violence. The Yanomami are warriors; they can be brutal and cruel, but they can also be delicate, sensitive, and loving. Violence is only sporadic; it never dominates social life for any length of time, and long peaceful moments can separate two explosions. When one is acquainted with the societies of the North American plains or the societies of the Chaco in South America, one cannot say that Yanomami culture is organized around warfare as Chagnon does.— Lizot, Jacques. 1985. «Tales of the Yanomami», pp. xiv–xv)
Антропологи, работающие в экологической традиции, как Марвин Харрис, считают, что насилие развилось у яномамо из соревновательности из-за недостатка питательных веществ в местах их обитания. Однако в труде 1995 года «Yanomami Warfare» Брайан Фергюсон изучил все документированные случаи военной агрессии среди яномамо и заключил, что, несмотря на то, что некоторые яномамо вовлечены в ожесточённые войны и кровавые конфликты, последние следует считать не неотъемлемой чертой культуры данного народа, а результатом воздействия западной культуры. Он сообщает, что все известные случаи войн между яномамо происходят в «племенной зоне», которую населяют люди, не имеющие отношения к государству, но которым приходится реагировать на результаты действия властей. Фергюсон подчёркивал, что яномамо попали под воздействие европейцев задолго до 1950-х годов, и европейские культура и орудия появились у них намного раньше, через торговлю. Фергюсон обвиняет Шаньона в том, что, распространяя среди яномамо эффективные орудия труда, он ставил деревни в неравное положение и поощрял конкуренцию. Ещё одна возможная причина культивации насилия среди этого народа — репутация кровожадных воинов помогала получить желаемые европейские товары.
Насилие — ведущая причина смертей среди яномамо. До половины мужчин этого народа умирают в конфликтах за ресурсы, причём эти конфликты зачастую приводят к разделению и перемещению деревень. Яномамо убивают маленьких девочек. Женщины часто страдают от физического насилия. Когда на деревню нападают, женщин обычно насилуют, избивают и крадут, поселяя в деревне налётчиков. Мужья часто избивают жён, чтобы те были покорными и верными мужьям. Значительная часть насилия вызвана ревностью. Женщин бьют дубинками, палками, мачете и другими тупыми или острыми предметами. Клеймение широко практикуется и символизирует власть мужа над женой. Контакты с европейцами могли ухудшить ситуацию с насилием в отношении женщин, так как мужчины из деревень, имеющих доступ к европейским товарам, могли откупиться от семьи невесты этими предметами и забрать новых жён к себе в поселение; женщина таким образом теряет связь со своими родными и лишается их защиты.
Известны случаи убийства детей при набегах на вражеские деревни. Хелена Валеро, бразильянка, украденная яномамскими воинами и жившая среди яномамо много лет, присутствовала при атаке племени караветари (Karawetari).

Они убили столько людей. Я рыдала от страха и умоляла пощадить меня, но сделать ничего нельзя было. Они вырывали детей из рук матерей и убивали, а другие держали матерей за руки, выстроив в ряд. Все женщины рыдали… Мужчины начали убивать детей; маленьких, больших, они убили множество детей.— Christine Fielder, Chris King (2006) Sexual Paradox: Complementarity, Reproductive Conflict and Human Emergence

## Отношения с европейцами
Впервые о яномама сообщил бандейранте Аполинар Диаш де ла Фуэнте, экспедиция которого в 1654 году посетила народ екуана, проживавшее тогда на реке Падамо. По его словам, яномама не отличались храбростью и жили замкнуто, не общаясь с другими племенами. Начиная с этого времени и вплоть до середины XIX века охотники за индейцами угоняли мужчин племени в рабство. В конце XIX века началась массовая добыча каучука, и европейцы стали принуждать проживающие в тропических лесах народы собирать сок каучуконосных растений под угрозой смерти. Всё это сделало племя яномама ещё менее контактным народом.
В 1962 году итальянским исследователем Этторе Биокка (Ettore Biocca) были записаны на магнитофон воспоминания белой венесуэлки, по другим данным, метиски, Хелены Валеро (Helena Valero), в 1935 году, в 12-летнем возрасте, захваченной индейцами яномама на реке Рио-Димити, прожившей в сельве свыше 20 лет, побывавшей несколько раз замужем и прижившей с ними четверых детей. Лишь в 1956 году Валеро чудом удалось бежать и вернуться к цивилизации. Ценные сведения её о повседневной жизни, быте, занятиях, погребальных и религиозных обрядах, брачно-семейных отношениях, межплеменных войнах яномама были положены в основу книги Э. Биокка «Яноама», опубликованной в 1965 году в Бари и затем неоднократно переиздававшейся. В 1974 году Валеро ещё проживала в католической миссии в Каракасе, где с ней встречался чехословацкий путешественник Владимир Плешингер.
В середине 1970-х годов золотодобытчики гаримпейро (порт. garimpeiros) и рабочие, прокладывавшие дороги через амазонские джунгли, начали вторгаться в жизнь яномамо. Гаримпейро убивали тех яномамо, с которыми у них происходили земельные споры. В местах, где проходило дорожное строительство, яномамо стали заболевать неизвестными им доселе и оттого смертельными болезнями, в частности, гриппом, корью и туберкулёзом. Кроме того, технологии золотодобычи гаримпейро приводили к деградации почв. Несмотря на существование Национального фонда индейцев, государство почти не защищало яномамо от этих опасностей. В нескольких случаях государство обвиняли в поддержке горнодобывающей отрасли, вторгающейся на территории яномамо. Профессор Университета Бразилиа Кеннет Иэн Тэйлор в 1975 году разработал программу сохранения здоровья индейцев, живших рядом с дорогой, но спустя всего год с начала реализации его идей военные запретили дальнейшее воплощение программы, сославшись на недопустимость работы иностранца-профессора в непосредственной близости от границы страны. В итоге часть яномамо отошли от традиционного уклада, забросили возделывание бананов и стали просить еду у бразильцев. В 1976 году строительство дороги было прекращено из-за недостатка финансирования. В 1978 году правительство предложило создать «охраняемые заказники яномамо», которые оказались небольшими островками земли, выбранными без учёта образа жизни яномамо, их торговых путей, а границы определялись отсутствием на террирории разведанных минеральных ресурсов. В 1990 году более 40 000 золотоискателей вторглись в земли яномамо. В 1992 году правительство по совету местных антропологов и организации Survival International выделило яномами традиционные земли для проживания, однако туда продолжают заходить не-яномамо. Правительства Венесуэлы и Бразилии не принимают достаточных усилий для ограничения доступа чужаков на земли этого народа.
Наполеон Шаньон и его ассистент Джеймс Нил собирали у яномамо образцы крови, что привело к биоэтическому конфликту: у яномамо считается недопустимым хранить фрагменты тела умершего, а донорам не сообщали, что кровь забирается для бессрочного хранения. Несколько яномамо отправляли письма исследователям, требуя возврата образцов крови, некоторые лаборатории начали процесс возврата крови испытуемым в 2010 году; процесс завершился в марте 2015 года.
В 2000 году вышла книга Darkness in El Dorado, в которой Шаньон и Нил были обвинены в нанесении вреда яномамо, в частности, в халатности, приведшей к возникновению эпидемии кори. Члены Американской антропологической ассоциации в 2002 году пришли к заключению, что Джеймс Нил и Наполеон Шаньон нарушили кодекс профессиональной этики в процессе работы с яномамо. Несмотря на то, что в 2004 году по результатам голосования (846 против 338) ААА аннулировала этот отчёт, в пояснении ассоциации говорится о том, что степень вины Шаньона и Нила считается неизменной.

## Потери
С 1987 по 1990 количество яномамо сильно сократилось из-за малярии, отравления ртутью, недоедания и в результате конфликтов с браконьерами, лесозаготовщиками, строителями и золотоискателями. В 1987 году президент FUNAI отрицал, что резкое увеличение смертности связано с вторжением золотоискателей, а президент Бразилии отметил важность работы гаримпейро для экономики страны.
Антропологи, работающие с яномамо, в частности, Альсида Рамос  называют эти три года санкционированным геноцидом.
В 1993 году произошёл вооружённый конфликт, названный «Резнёй яномамо». Группа гаримпейро убила по крайней мере 16 яномамо, а те в ответ убили двоих золотоискателей и ранили ещё двоих. Правительство провело расследование в 2012 году. Согласно яномамо, деревню с 80 жителями атаковал вертолёт, выжило всего трое мужчин, охотившихся в джунглях. Спустя два месяца, в сентябре 2012 года Survival International, поверившая этим заявлениям, отказалась от них, не найдя подтверждений.

## В кино
- «Враг богов» (Yai Wanonabalewa: The Enemy God) — реж. Кристофер М. Бессетт (США-Венесуэла, 2008)